# دین در ونزوئلا
دین در ونزوئلا (۲۰۱۲)

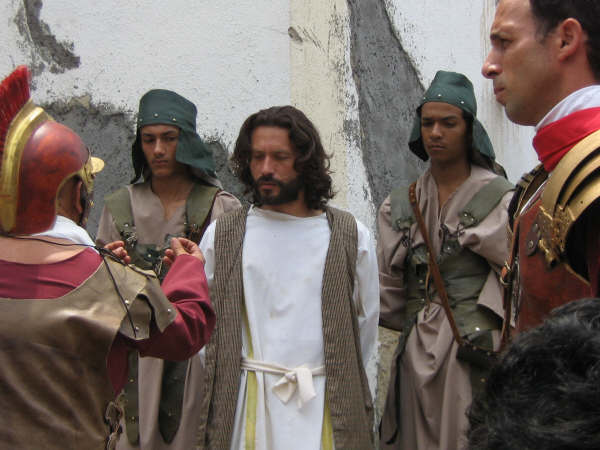
Living Via Crucis of Paracotos، هفته مقدس 2006

مسیحیت، بزرگترین دین در ونزوئلا (انگلیسی: Religion in Venezuela) است و کلیسای کاتولیک بیشترین پیرو را دارد.
نفوذ کلیسای کاتولیک در زمان استعمار اسپانیا آغاز شد. بر اساس یک نظرسنجی ۲۰۱۱ (GIS XXI) ۸۸ درصد جمعیت مسیحی است، با برتری کلیسای کاتولیک (۷۱ درصد) و بقیه ۱۷ درصد پروتستان، که به‌طور عمده انجیلی هستند (در آمریکای لاتین، به‌طور معمول پروتستان هارا اوانجلیکوس می‌نامند). تعداد ونزوئلایی‌های بدون مذهب ۸ درصد (خداناباوری ۲ درصد و ندانم‌گرایی یا لاقید ۶ درصد) می‌باشند، به‌طور تقریبی ۳ درصد از جمعیت پیرو ادیان دیگر (۱ درصد از آنها پیرو سانتریا) هستند.